# Bobby Combe
Pour les articles homonymes, voir Combe (homonymie).
James Robert Combe, plus connu sous le nom de Bobby Combe, est un joueur de football international écossais, né le 29 janvier 1924 à Leith en Écosse et mort le 19 janvier 1991. Il évoluait au poste de milieu de terrain, avant de devenir ensuite entraîneur.

## Biographie

### Carrière de joueur

#### Carrière en club
Avec le club d'Hibernian, il remporte trois titres de champion d'Écosse, ainsi qu'une Southern League Cup.
Il joue six matchs en Coupe d'Europe des clubs champions lors de la saison 1955-1956. Il inscrit un but dans cette compétition face au club suédois de Djurgårdens, lors des quarts de finale. Son équipe atteint les demi-finales de cette compétition, en étant battue par le Stade de Reims.

#### Carrière en sélection
Avec l'équipe d'Écosse, il reçoit trois sélections, et inscrit un but, lors de l'année 1948. 
Il joue son premier match en équipe nationale le 10 avril 1948 contre l'Angleterre et son dernier le 17 mai 1948 contre la Suisse. Le 28 avril 1948, il inscrit un but contre l'équipe de Belgique.
Il est retenu par le sélectionneur Andy Beattie pour disputer la Coupe du monde 1954 organisée en Suisse. Il ne joue toutefois aucun match lors du mondial.

## Palmarès
Hibernian
| - Championnat d'Écosse (3) : - Champion : 1947-48, 1950-51 et 1951-52. - Vice-champion : 1946-47, 1949-50, 1952-53. - Coupe d'Écosse : - Finaliste : 1947 |  | - Coupe de la Ligue d'Écosse : - Finaliste : 1951. - Southern League Cup (1) : - Vainqueur : 1943-44. |